# In Touch
In Touch é uma revista americana semanal de fofocas sobre Hollywood e artistas famosos, no estilo das revistas brasileiras Caras e Quem.